# Caxambu
Caxambu este un oraș în unitatea federativă Minas Gerais (MG), Brazilia.